# Landau-Lifschitz-Gilbert-Gleichung
Die Landau-Lifschitz-Gilbert-Gleichung (mit englischer Transkription im Deutschen gelegentlich auch Landau-Lifshitz-Gilbert-Gleichung genannt) beschreibt in der Festkörperphysik das Zeitverhalten der magnetischen Momente (bzw. der Magnetisierungsdichte) eines ferromagnetischen Materials in Abhängigkeit vom sogenannten effektiven magnetischen Feld. Das effektive magnetische Feld setzt sich unter anderem aus externen Magnetfeldern und internen Wechselwirkungen wie magnetischer Anisotropie, Austauschwechselwirkung und dipolarer magnetischer Wechselwirkung zusammen. Thermische Eigenschaften können durch einen stochastischen Anteil beschrieben werden. In diesem Fall wird die Landau-Lifshitz-Gilbert-Gleichung als Langevin-Gleichung interpretiert. Die Wechselwirkung mit freien elektrischen Strömen oder elektromagnetischen Wellen wird durch Kopplung mit den Maxwell-Gleichungen beschrieben. Die Anwendungen sind sehr weitreichend, Beispiele sind die Berechnung von Hysteresekurven, die Simulation mikromagnetischer Strukturen z. B. zur Erforschung magnetischer Speichermedien, in der Materialforschung z. B. in Verbindung mit Neutronenstreuung und Hyperthermie in Verbindung mit magnetischen Nanopartikeln. Benannt ist sie nach Lew Dawidowitsch Landau, Jewgeni Michailowitsch Lifschitz und Thomas L. Gilbert. Unter Berücksichtigung der Wechselwirkungen in realen Materialien sind keine expliziten Lösungen der Landau-Lisfhitz-Gilbert-Gleichung bekannt. Open-Source-Software zur Simulation der Landau-Lifshitz-Gleichung sind z. B. mumax3, VAMPIRE, OOMMF und MicroMagus.

## Klassischer Zugang zur Spindynamik (Dynamik des magnetischen Moments)

### Larmor-Gleichung
Der klassische Ansatz zur Dynamik des magnetischen Moments {\displaystyle {\vec {m}}} basiert auf der Verknüpfung von Resultaten aus der klassischen Mechanik und der klassischen Elektrodynamik. Zum einen wird aus der klassischen Mechanik der Drallsatz herangezogen, der die Zeitableitung des Drehimpulses {\displaystyle {\vec {L}}} mit einem eingeprägten Drehmoment {\displaystyle {\vec {T}}} (hier {\displaystyle {\vec {T}}} für torque, da im Magnetismus {\displaystyle {\vec {M}}} für die Magnetisierung verwendet wird) verknüpft:
{\displaystyle {\frac {\mathrm {d} {\vec {L}}}{\mathrm {d} t}}={\vec {T}}\qquad (1)}
Ein Ergebnis der klassischen Elektrodynamik ist, dass das Drehmoment, das herrührend von einem externen Magnetfeld {\displaystyle {\vec {B}}} an einem magnetischen Moment {\displaystyle {\vec {m}}} wirkt, durch die nachstehende Formel beschrieben ist (hier hat das magnetische Moment die Einheit {\displaystyle \mathrm {A} \mathrm {m} ^{2}} und das Magnetfeld (magnetische Flussdichte) die Einheit {\displaystyle \mathrm {T} } (Tesla)):
{\displaystyle {\vec {T}}={\vec {m}}\times {\vec {B}}\qquad (2)}
Durch Verknüpfung der Gleichungen (1) und (2) erhält man eine Beschreibung der zeitlichen Drehimpulsänderung eines „Objektes“ mit magnetischem Moment {\displaystyle {\vec {m}}}, befindlich in einem externen Magnetfeld {\displaystyle {\vec {B}}}:
{\displaystyle {\frac {\mathrm {d} {\vec {L}}}{\mathrm {d} t}}={\vec {m}}\times {\vec {B}}\qquad (3)}
In den folgenden Schritten wird nun der Drehimpuls {\displaystyle {\vec {L}}} mit dem magnetischen Moment {\displaystyle {\vec {m}}} verknüpft, sodass Gleichung (3) in eine geschlossene Differentialgleichung zur Beschreibung der Dynamik des magnetischen Moments {\displaystyle {\vec {m}}} überführt werden kann. Aus der klassischen Mechanik ist bekannt, dass der Drehimpuls eines Systems durch den Hebelarm {\displaystyle {\vec {r}}} und den Impuls {\displaystyle {\vec {p}}} (bzw. Geschwindigkeit {\displaystyle {\vec {v}}}, gemäß {\displaystyle \mathrm {d} {\vec {p}}=\rho _{m}({\vec {r}}){\vec {v}}({\vec {r}})\mathrm {d} ^{3}r}, wobei hier mit {\displaystyle m_{e}} die Elektronenmasse herangezogen wird, die effektive Massendichte ist {\displaystyle \rho _{m}({\vec {r}})=nm_{e}/V} und {\displaystyle n} die Anzahl an Elektronen) beschrieben wird:
{\displaystyle {\vec {L}}=\int _{\mathbb {R} ^{3}}{\vec {r}}\times \mathrm {d} {\vec {p}}=\int _{\mathbb {R} ^{3}}[{\vec {r}}\times (\rho _{m}({\vec {r}}){\vec {v}}({\vec {r}}))]\;\mathrm {d} ^{3}r={\frac {nm_{e}}{V}}\int _{V}[{\vec {r}}\times {\vec {v}}({\vec {r}})]\;\mathrm {d} ^{3}r\qquad (4)}
Das magnetische Moment {\displaystyle {\vec {m}}} einer lokalisierten elektrischen Stromdichte {\displaystyle {\vec {j}}({\vec {r}})=\rho _{e}({\vec {r}}){\vec {v}}({\vec {r}})}, mit Geschwindigkeitsfeld {\displaystyle {\vec {v}}({\vec {r}})} und elektrischer Ladungsdichte {\displaystyle \rho _{e}({\vec {r}})} (wobei wir als effektive Elektronenladungsdichte {\displaystyle \rho _{e}({\vec {r}})=-ne_{0}/V} heranziehen, mit {\displaystyle n} der Anzahl an Elektronen) ist gegeben durch:
{\displaystyle {\vec {m}}={\frac {1}{2}}\int _{\mathbb {R} ^{3}}[{\vec {r}}\times {\vec {j}}({\vec {r}})]\;d^{3}r={\frac {1}{2}}\int _{\mathbb {R} ^{3}}[{\vec {r}}\times (\rho _{e}({\vec {r}}){\vec {v}}({\vec {r}}))]\;d^{3}r=-{\frac {ne_{0}}{2V}}\int _{V}[{\vec {r}}\times {\vec {v}}({\vec {r}})]\;d^{3}r\qquad (5)}
Man beachte an dieser Stelle, dass es sich eigentlich um eine quasi-klassische Betrachtung handelt, da das Bohr-van-Leeuwen-Theorem hier nicht berücksichtigt wird! Nach diesem ist der Magnetismus bei Festkörpern ein rein quantenmechanischer Effekt.
Mit den Gleichungen (4) und (5) findet sich eine Relation zwischen magnetischem Moment {\displaystyle {\vec {m}}} und Drehimpuls {\displaystyle {\vec {L}}} (magnetisches Moment des Bahndrehimpulses eines Elektrons):
{\displaystyle {\vec {m}}=-{\frac {e_{0}}{2m_{e}}}{\vec {L}}\qquad (6)}
Nun lässt sich der Drehimpuls {\displaystyle {\vec {L}}} in Gleichung (3) durch Gleichung (6) substituieren, woraus die Larmor-Gleichung folgt, welche die Präzession (Larmor-Präzession) des magnetischen Moments {\displaystyle {\vec {m}}} in Anwesenheit eines externen Magnetfeldes {\displaystyle {\vec {B}}} beschreibt:
{\displaystyle {\frac {\mathrm {d} {\vec {m}}}{\mathrm {d} t}}=\gamma {\vec {m}}\times {\vec {B}}\qquad (7)}
Die Konstante {\displaystyle \gamma } wird dabei als klassisches gyromagnetisches Verhältnis definiert (je nach Konvention wird das gyromagnetische Verhältnis positiv oder negativ definiert, was zur Folge hat, dass sich auch das Vorzeichen in der Larmor-Gleichung (7) ändert):
{\displaystyle \gamma =-{\frac {e_{0}}{2m_{e}}}\qquad (8)}
Eine wichtige Eigenschaft der Larmor-Gleichung ist, dass die Vektornorm {\displaystyle \|{\vec {m}}\|={\sqrt {m_{x}^{2}+m_{y}^{2}+m_{z}^{2}}}} erhalten bleibt ({\displaystyle {\vec {m}}} und {\displaystyle ({\vec {m}}\times {\vec {B}})} sind orthogonal zueinander):
{\displaystyle {\vec {m}}\cdot {\frac {\mathrm {d} {\vec {m}}}{\mathrm {d} t}}=\gamma {\vec {m}}\cdot ({\vec {m}}\times {\vec {B}})=0\quad \rightarrow \quad {\vec {m}}\perp {\frac {d{\vec {m}}}{dt}}\quad \quad \rightarrow \quad {\frac {\mathrm {d} \|{\vec {m}}\|^{2}}{\mathrm {d} t}}=2{\vec {m}}\cdot {\frac {\mathrm {d} {\vec {m}}}{\mathrm {d} t}}=0\qquad (9)}
Aufgrund der Erhaltung der Amplitude des magnetischen Moments wird typischerweise in Computersimulationen die Bewegungsgleichung so skaliert, dass das magnetische Moment {\displaystyle {\vec {m}}} nur einem Einheitsvektor entspricht und die physikalischen Kofaktoren in {\displaystyle \gamma } enthalten sind.

### Landau-Lifshitz-Gleichung (LL)
Da die Larmor-Gleichung (7) bei konstantem Magnetfeld {\displaystyle {\vec {B}}} nur zu einer Präzessionsbewegung des magnetischen Moments {\displaystyle {\vec {m}}} führt – aus Experimenten zu ferromagnetischen Materialien aber bekannt ist, dass die Magnetisierung ein Sättigungsverhalten aufweist (bei „starken“ eingeprägten Magnetfeldern gilt {\displaystyle {\vec {m}}\parallel {\vec {B}}} im stätionären Grenzwert) –, wurde von Landau und Lifshitz 1935 ein phänomenologischer Dämpfungsterm, der zu Gleichung (7) hinzuaddiert wird, eingeführt. Dabei wurde der Dämpfungsterm so formuliert, dass die Erhaltung der Amplitude des magnetischen Moments gültig bleibt. Die Landau-Lifshitz-Gleichung ist wie folgt angebbar:
{\displaystyle {\frac {d{\vec {m}}}{dt}}=-\gamma _{LL}{\vec {m}}\times {\vec {B}}-\beta _{LL}{\vec {m}}\times ({\vec {m}}\times {\vec {B}})\qquad (10)}
In dieser Form der Landau-Lifshitz-Gleichung wird davon ausgegangen, dass {\displaystyle {\vec {m}}} einem Einheitsvektor ohne physikalische Einheit entspricht. D. h., der physikalische Bezug zu einem Einheitssystem ist durch die Konstanten {\displaystyle \gamma _{LL},\;\beta _{LL}} gegeben. Weiters ist in Gleichung (10) zu beachten, dass es sich um die Formulierung für ein einziges magnetisches Moment handelt. In der mikromagnetischen Formulierung wird hingegen die Dynamik des Magnetisierungs-Vektorfeldes {\displaystyle {\vec {M}}} mit der Sättigungsmagnetisierung {\displaystyle \|{\vec {M}}\|=M_{s}} als Amplitude beschrieben. Es wird z. B. folgende Formulierung verwendet:
{\displaystyle {\frac {\partial {\vec {M}}}{\partial t}}=\gamma {\vec {M}}\times {\vec {H}}_{\mathrm {eff} }-\gamma {\frac {\lambda }{M_{s}}}{\vec {M}}\times ({\vec {M}}\times {\vec {H}}_{\mathrm {eff} })\qquad (11)}
Auch hier werden je nach Autor und Anwendungsgebiet unterschiedliche Vorzeichenkonventionen des Präzessionsterms verwendet. Weiters wird im Mikromagnetismus die effektive magnetische Feldstärke {\displaystyle {\vec {H}}_{\mathrm {eff} }} anstelle der magnetischen Flussdichte verwendet, die wiederum unter anderem eine Funktion der Magnetisierung {\displaystyle {\vec {M}}} ist. D. h., die magnetischen Eigenschaften eines Materials sind in der Relation zwischen {\displaystyle {\vec {H}}_{\mathrm {eff} }} und {\displaystyle {\vec {M}}} kodiert.

### Landau-Lifshitz-Gilbert-Gleichung (LLG)
Die Landau-Lifshitz-Gilbert-Gleichung ist eine zu Gleichung (10) äquivalente Gleichung und lässt sich durch Umformung aus der Landau-Lifshitz-Gleichung (10) herleiten (Herleitung von (11) ausgehend ist ebenfalls analog möglich). Umgekehrt ist auch die Landau-Lifshitz-Gleichung aus der Landau-Lifshitz-Gilbert-Gleichung herleitbar. In der folgenden Herleitung wird der Einfachheit halber die Notation {\displaystyle {\dot {\vec {m}}}=d{\vec {m}}/dt} verwendet. Im ersten Schritt wird das Kreuzprodukt {\displaystyle {\vec {m}}\times {\dot {\vec {m}}}} betrachtet, wobei aus Gleichung (10) folgt:
{\displaystyle {\vec {m}}\times {\dot {\vec {m}}}=-\gamma _{LL}{\vec {m}}\times ({\vec {m}}\times {\vec {B}})-\beta _{LL}{\vec {m}}\times ({\vec {m}}\times ({\vec {m}}\times {\vec {B}}))\qquad (12)}
In Gleichung (12) ist der Term mit Kofaktor {\displaystyle \gamma _{LL}} wiederum mit Hilfe der Landau-Lifshitz-Gleichung (10) darstellbar. Zunächst wird Gleichung (10) wie folgt umgestellt:
{\displaystyle {\dot {\vec {m}}}=-\gamma _{LL}{\vec {m}}\times {\vec {B}}-\beta _{LL}{\vec {m}}\times ({\vec {m}}\times {\vec {B}})\qquad (10)\quad \rightarrow \quad {\vec {m}}\times ({\vec {m}}\times {\vec {B}})=-{\frac {\gamma _{LL}}{\beta _{LL}}}{\vec {m}}\times {\vec {B}}-{\frac {1}{\beta _{LL}}}{\dot {\vec {m}}}\qquad (13)}
Weiters vereinfacht sich das Dreifach-Kreuzprodukt in Gleichung (12) unter der Annahme, dass {\displaystyle {\vec {m}}} ein Einheitsvektor ist, wie folgt:
{\displaystyle {\vec {m}}\times ({\vec {m}}\times ({\vec {m}}\times {\vec {B}}))=-{\vec {m}}\times {\vec {B}},\quad {\text{wobei}}\quad \|{\vec {m}}\|=1\qquad (14)}
Durch Verwendung der Gleichungen (13) und (14) in Gleichung (12) ergibt sich:
{\displaystyle {\vec {m}}\times {\dot {\vec {m}}}={\frac {\gamma _{LL}^{2}}{\beta _{LL}}}{\vec {m}}\times {\vec {B}}+{\frac {\gamma _{LL}}{\beta _{LL}}}{\dot {\vec {m}}}+\beta _{LL}{\vec {m}}\times {\vec {B}}\qquad (15)}
Durch Umstellung von Gleichung (15) nach {\displaystyle {\dot {\vec {m}}}} findet man:
{\displaystyle {\dot {\vec {m}}}=-{\frac {\gamma _{LL}^{2}+\beta _{LL}^{2}}{\gamma _{LL}}}{\vec {m}}\times {\vec {B}}+{\frac {\beta _{LL}}{\gamma _{LL}}}{\vec {m}}\times {\dot {\vec {m}}}\qquad (16)}
Mit den Definitionen
{\displaystyle \gamma _{LLG}={\frac {\gamma _{LL}^{2}+\beta _{LL}^{2}}{\gamma _{LL}}},\quad \beta _{LLG}={\frac {\beta _{LL}}{\gamma _{LL}}}\qquad (17)}
schreibt sich einfacher:
{\displaystyle {\dot {\vec {m}}}=-\gamma _{LLG}{\vec {m}}\times {\vec {B}}+\beta _{LLG}{\vec {m}}\times {\dot {\vec {m}}}\qquad (18)}
Diese Gleichung wird als Landau-Lifshitz-Gilbert-Gleichung bezeichnet.
Zu den Definitionen (17) git es eine eindeutige Umkehrung:
{\displaystyle \gamma _{LL}={\frac {\gamma _{LLG}}{1+\beta _{LLG}^{2}}},\quad \beta _{LL}={\frac {\gamma _{LLG}\beta _{LLG}}{1+\beta _{LLG}^{2}}}\qquad (19)}

## Landau-Lifschitz-Gleichung
Die ursprüngliche Landau-Lifschitz-Gleichung wurde im Jahr 1935 aufgestellt. Sie lautet
{\displaystyle {\frac {\partial {\vec {M}}}{\partial t}}=\gamma {\vec {M}}\times {\vec {H}}_{\text{eff}}-\gamma {\frac {\lambda }{M}}{\vec {M}}\times ({\vec {M}}\times {\vec {H}}_{\text{eff}})}
und beschreibt sowohl die Präzession der magnetischen Momente als auch die auftretende Dissipation. Dabei bezeichnet
- {\displaystyle {\vec {M}}} die Magnetisierung,
- {\displaystyle {\vec {H}}_{\text{eff}}} das effektive Magnetfeld,
- {\displaystyle \lambda } einen phänomenologischen (kleinen) Dämpfungsparameter und
- {\displaystyle \gamma ={\tfrac {ge}{2m}}\approx -{\tfrac {e}{m}}} das gyromagnetische Verhältnis des Elektrons mit dem Landé-Faktor {\displaystyle g}, der Elementarladung {\displaystyle e} und der Elektronenmasse {\displaystyle m}.

Der erste Term beschreibt die Präzession, der zweite die Dissipation. Dabei bleibt der Betrag von {\displaystyle {\vec {M}}} erhalten, denn es gilt:
{\displaystyle {\frac {\partial }{\partial t}}{\vec {M}}^{2}=2{\frac {\partial {\vec {M}}}{\partial t}}\cdot {\vec {M}}=0}
Diesen konstanten Betrag nennt man die Sättigungsmagnetisierung {\displaystyle M=|{\vec {M}}|}.
In der stationären Lösung des Systems, zu der das System strebt, wenn es sich selbst überlassen wird, stehen Magnetisierung und effektives magnetisches Feld parallel zueinander.

## Landau-Lifshitz-Gilbert-Gleichung
1955 führte Gilbert eine Herleitung der Landau-Lifshitz-Gleichung auf der Basis des Lagrange-Formalismus durch. Er konnte zeigen, dass eine rigorose quantenstatistische Rechnung dasselbe Ergebnis liefert wie die Hinzufügung einer klassischen Rayleighschen Dissipationsfunktion zur Lagrangefunktion. Mit dieser gelangt man zu der Landau-Lifshitz-Gilbert-Gleichung:
{\displaystyle {\frac {\partial {\vec {M}}}{\partial t}}=\gamma {\vec {M}}\times {\vec {H}}_{\text{eff}}-{\frac {\lambda }{M}}{\vec {M}}\times {\frac {\partial {\vec {M}}}{\partial t}}}
Wird diese Gleichung iteriert in sich eingesetzt, ergibt sich eine Form, die der der Landau-Lifshitz-Gleichung entspricht:
{\displaystyle {\frac {\partial {\vec {M}}}{\partial t}}={\frac {\gamma }{1+\lambda ^{2}}}{\vec {M}}\times {\vec {H}}_{\text{eff}}-{\frac {\gamma }{1+\lambda ^{2}}}{\frac {\lambda }{M}}{\vec {M}}\times ({\vec {M}}\times {\vec {H}}_{\text{eff}})}
Der einzige Unterschied ist, dass das gyromagnetische Verhältnis durch ein effektives gyromagnetisches Verhältnis ersetzt wird, das vom Dämpfungsparameter abhängig ist. Wie in der Mechanik beim gedämpften Oszillator wirkt sich die Dämpfung somit auf die Präzessionsfrequenz aus. Für den Fall kleiner Dämpfung geht die Landau-Lifshitz-Gilbert-Gleichung in die Landau-Lifshitz-Gleichung über.

## Landau-Lifshitz-Gilbert-Gleichung unter Berücksichtigung von Trägheitseffekten
Eine Erweiterung der Landau-Lifshitz-Gilbert-Gleichung zur Berücksichtigung von Trägheitseffekten, die z. B. zu Nutationsbewegungen führen, beinhaltet einen Zusatzterm mit einer Zeitableitung zweiter Ordnung:
{\displaystyle {\frac {\partial {\vec {M}}}{\partial t}}={\vec {M}}\times \left(\gamma {\vec {H}}_{\text{eff}}-{\frac {\lambda }{M}}{\frac {\partial {\vec {M}}}{\partial t}}-{\frac {\gamma \iota }{M}}{\frac {\partial ^{2}{\vec {M}}}{\partial t^{2}}}\right)}
In der Literatur wird oft auch eine negierte Variante dieser Gleichung verwendet, was eine gegenläufige Dynamik beschreibt. Um es in diesem Artikel konsistent zu halten, wird die Notation der Gleichungen aus den vorigen Abschnitten beibehalten. Der Parameter {\displaystyle \iota } wird in Analogie zur klassischen Mechanik als magnetisches Trägheitsmoment bezeichnet (magnetic moment of inertia).

## Das „effektive Feld“
Landau und Lifschitz haben 1935 noch angegeben, wie der Vektor {\displaystyle {\vec {H}}_{\text{eff}}} von allen vier beteiligten Wechselwirkungen (der „magnetischen Austauschenergie“, der „Dipol-Dipol-Energie“, der „Anisotropieenergie“ und der „Zeeman-Energie“) abhängt. Das effektive Feld {\displaystyle {\vec {H}}_{\text{eff}}}wird in der Regel zunächst durch ein Energiefunktional {\displaystyle {\mathcal {H}}} (einen Hamiltonian) repräsentiert und ergibt sich folglich aus der ersten Variation nach der Magnetisierung {\displaystyle {\vec {M}}}. Dabei stellen {\displaystyle {\mathcal {H}}_{\mathrm {ex} }} die Energie der Austauschwechselwirkung, {\displaystyle {\mathcal {H}}_{\mathrm {dmi} }} die Energie der Dzyaloshinkii-Moriya-Wechselwirkung, {\displaystyle {\mathcal {H}}_{\mathrm {mc} }} die Energie der magnetokristallinen Wechselwirkung, {\displaystyle {\mathcal {H}}_{\mathrm {me} }} die Energie der magnetoelastischen Wechselwirkung, {\displaystyle {\mathcal {H}}_{\mathrm {Z} }} die Energie der Wechselwirkung mit externen Feldern (Zeeman-Wechselwirkung) und {\displaystyle {\mathcal {H}}_{\mathrm {d} }} die Energie der Dipol-Dipol-Wechselwirkung dar.
{\displaystyle {\begin{aligned}{\mathcal {H}}&={\mathcal {H}}_{\mathrm {ex} }+{\mathcal {H}}_{\mathrm {dmi} }+{\mathcal {H}}_{\mathrm {mc} }+{\mathcal {H}}_{\mathrm {me} }+{\mathcal {H}}_{Z}+{\mathcal {H}}_{d}\\{\vec {H}}_{\text{eff}}&=-{\frac {\delta {\mathcal {H}}}{\delta {\vec {M}}}}\end{aligned}}}
In der nachfolgenden Tabelle sind die Energien für den mesoskopischen Fall angegeben. Auf kleineren Längenskalen sind andere Ausdrücke zu verwenden, welche die Energien auf atomarer Ebene (diskret, nicht-kontinuierlich) beschreiben. Die Energien der magnetokristallinen und magnetoelastischen Anisotropie hängen von der Gitterstruktur des Materials ab. Daher sind hier keine expliziten Ausdrücke der Energiedichten angegeben.
|                                                                 | Hamiltonian (Energie) |
| --------------------------------------------------------------- | --- |
| Magnetische Austauschwechselwirkung                             | {\displaystyle {\mathcal {H}}_{\mathrm {ex} }=A\int _{V}(\nabla m_{x})^{2}+(\nabla m_{y})^{2}+(\nabla m_{z})^{2}\;\mathrm {d} ^{3}r}                                                                                    |
| Magnetische Dipol-Dipol-Wechselwirkung (Demagnetisierungs-Feld) | {\displaystyle {\mathcal {H}}_{\mathrm {d} }=-{\frac {1}{2}}\int _{V}{\vec {H}}_{d}\cdot {\vec {M}}\;\mathrm {d} ^{3}r}                                                                                                 |
| Magnetokristalline Anisotropie                                  | {\displaystyle {\mathcal {H}}_{\mathrm {mc} }=\int \omega _{\mathrm {mc} }\;\mathrm {d} ^{3}r} |
| Magnetoelastische Anisotropie                                   | {\displaystyle {\mathcal {H}}_{\mathrm {me} }=\int \omega _{\mathrm {me} }\;\mathrm {d} ^{3}r} |
| Zeeman-Wechselwirkung                                           | {\displaystyle {\mathcal {H}}_{Z}=-\int _{V}{\vec {H}}_{\mathrm {ext} }\cdot {\vec {M}}\;\mathrm {d} ^{3}r} |
| Dzyaloshinskii-Moriya-Wechselwirkung                            | {\displaystyle {\mathcal {H}}_{\mathrm {dmi} }=\int \sum _{i,j,k}D_{ijk}\left(m_{i}{\frac {\partial m_{j}}{\partial k}}-m_{j}{\frac {\partial m_{i}}{\partial k}}\right)\;\mathrm {d} ^{3}r\;,\quad i,j,k\in \{x,y,z\}} |

## Spinwellen u. Ä.

Eine sog. Spinwelle in einem ferromagnetischen Festkörper

Mit den Landau-Lifshitz-Gilbert-Gleichungen können u. a. auch dynamische Zustände (z. B. Spinwellen, wie im nebenstehenden Bild) realistisch behandelt werden, wobei alle relevanten Geometrien (beispielsweise auch Dünnschicht-Geometrien) und Wechselwirkungen (u. a. auch die sehr langreichweitige magnetische Dipol-Dipol-Wechselwirkung) voll berücksichtigt werden können, wenn man bei den Computersimulationen hohen Speicherbedarf und entsprechende Rechenzeiten in Kauf nimmt.
Die Dispersionsrelationen in diesen Systemen – das sind die Beziehungen zwischen Frequenz und Wellenlänge der Anregungszustände – sind wegen der hohen Zahl der charakteristischen Längen des Systems und der beteiligten Winkel sehr komplex.

### Dispersionsrelation einer einfachen Spinwelle
Angenommen wird ein eindimensionales System mit magnetischer Austauschwechselwirkung. Der Hamiltonian wird in diesem Fall wie folgt aufgeschrieben:
{\displaystyle H=-A\int _{-\infty }^{\infty }\left({\frac {\partial {\vec {m}}}{\partial x}}\right)^{2}dx}
Wir nehmen weiterhin an, dass das System einphasig ist und der Magnetisierungsvektor durch {\displaystyle {\vec {M}}=M_{s}{\vec {m}}} beschrieben ist, wobei {\displaystyle M_{s}} der konstanten Sättigungsmagnetisierung und {\displaystyle {\vec {m}}} einem Einheitsvektor entspricht. Das effektive Feld lässt sich dann durch die erste Variation des Hamiltonian ableiten:
{\displaystyle {\vec {H}}_{\mathrm {eff} }=-{\frac {1}{M_{s}}}{\frac {\delta H}{\delta {\vec {m}}}}={\frac {2A}{M_{s}}}{\frac {\partial ^{2}{\vec {m}}}{\partial x^{2}}}}
Zur Einfachheit wird nun die Dynamik der Landau-Lifshitz-Gilbert-Gleichung mit vernachlässigter Dämpfung betrachtet. Es findet sich:
{\displaystyle {\frac {\partial {\vec {m}}}{\partial t}}=-\gamma {\vec {m}}\times {\vec {H}}_{\mathrm {eff} }=-{\frac {2A\gamma }{M_{s}}}{\vec {m}}\times {\frac {\partial ^{2}{\vec {m}}}{\partial x^{2}}}}
Dies ist eine partielle Differentialgleichung, die keine einfache Lösung besitzt. Daher wird ein Ansatz nahe der Sättigung, z. B. Sättigung in {\displaystyle z}-Richtung, zur Näherungslösung verwendet. Dabei wird der Magnetisierungs-Einheitsvektor als {\displaystyle {\vec {m}}=[m_{x},m_{y},1]} angenommen, wobei die transversalen Komponenten {\displaystyle m_{x},m_{y}} kleine Perturbationen zum Sättigungszustand sind. Bei weiterer Vernachlässigung nichtlinearer Beiträge ergibt sich das folgende lineare System für die transversalen Komponenten:
{\displaystyle {\begin{aligned}{\frac {\partial m_{x}}{\partial t}}&=+{\frac {2A\gamma }{M_{s}}}{\frac {\partial ^{2}m_{y}}{\partial x^{2}}}\\{\frac {\partial m_{y}}{\partial t}}&=-{\frac {2A\gamma }{M_{s}}}{\frac {\partial ^{2}m_{x}}{\partial x^{2}}}\end{aligned}}}
Mittels Fourier-Transformation lässt sich dieses Differentialgleichungssystem wie folgt umformen und in Matrix-Vektor-Form bringen:
{\displaystyle {\begin{aligned}(i\omega ){\widetilde {m}}_{x}&=+{\frac {2A\gamma }{M_{s}}}(ik)^{2}{\widetilde {m}}_{y}\\(i\omega ){\widetilde {m}}_{y}&=-{\frac {2A\gamma }{M_{s}}}(ik)^{2}{\widetilde {m}}_{x}\end{aligned}}} {\displaystyle \rightarrow \quad \underbrace {\begin{bmatrix}i\omega &{\frac {2A\gamma k^{2}}{M_{s}}}\\-{\frac {2A\gamma k^{2}}{M_{s}}}&i\omega \end{bmatrix}} _{\mathbf {A} }\cdot {\begin{bmatrix}{\widetilde {m}}_{x}\\{\widetilde {m}}_{y}\end{bmatrix}}={\begin{bmatrix}0\\0\end{bmatrix}}}
Das Nullstellenproblem der Determinante dieser Systemmatrix {\displaystyle \mathbf {A} } führt dann zur Dispersionsrelation für das linearisierte System:
{\displaystyle \mathrm {det} (\mathbf {A} )=-\omega ^{2}+{\frac {4\gamma ^{2}A^{2}}{M_{s}^{2}}}k^{4}=0\quad \rightarrow \quad \omega (k)=\pm {\frac {2\gamma A}{M_{s}}}k^{2}}
Alternativ lässt sich das System partieller Differentialgleichungen entkoppeln, indem die zweite partielle Zeitableitung ermittelt wird:
{\displaystyle {\begin{aligned}{\frac {\partial ^{2}m_{x}}{\partial t^{2}}}&=+{\frac {2A\gamma }{M_{s}}}{\frac {\partial ^{2}}{\partial x^{2}}}\left({\frac {\partial m_{y}}{\partial t}}\right)\\{\frac {\partial ^{2}m_{y}}{\partial t^{2}}}&=-{\frac {2A\gamma }{M_{s}}}{\frac {\partial ^{2}}{\partial x^{2}}}\left({\frac {\partial m_{x}}{\partial t}}\right)\end{aligned}}}
Durch Einsetzen der ersten Zeitableitungen findet sich für die transversalen Komponenten jeweils eine biharmonische Wellengleichung (biharmonisch wegen der örtlichen Ableitung vierter Ordnung):
{\displaystyle {\begin{aligned}{\frac {\partial ^{2}m_{x}}{\partial t^{2}}}&=-{\frac {4A^{2}\gamma ^{2}}{M_{s}^{2}}}{\frac {\partial ^{4}m_{x}}{\partial x^{4}}}\\{\frac {\partial ^{2}m_{y}}{\partial t^{2}}}&=-{\frac {4A^{2}\gamma ^{2}}{M_{s}^{2}}}{\frac {\partial ^{4}m_{y}}{\partial x^{4}}}\end{aligned}}}
Mit dieser Betrachtung lässt sich also bereits einer der wesentlichen Unterschiede von Spinwellen (oder Mangonen) im Vergleich zu Phononen (oder Gitterwellen) zeigen. Für Phononen hat die einfachste Dispersionsrelation (akustische Phononen) eine lineare Abhängigkeit {\displaystyle \omega (k)\propto k}.

## Lösungen zum Einkörperproblem der Landau-Lifshitz-Gleichung
In diesem Abschnitt ist die Lösung der Landau-Lifshitz-Gleichung für ein magnetisches Moment (Einpartikel-System) unter dem Einfluss eines homogenen effektiven Feldes {\displaystyle {\vec {H}}_{\text{eff}}} präsentiert. Die besagte Problemstellung ist nachfolgend dargestellt, wobei die Konstante {\displaystyle \beta } als Platzhalter dient. Durch Anpassung der Kofaktoren {\displaystyle \gamma ,\beta } ergibt sich die Lösung der Landau-Lifshitz-Gilbert-Gleichung auch im Falle eines homogenen effektiven Feldes.
{\displaystyle {\frac {{\text{d}}{\vec {m}}}{{\text{d}}t}}=-\gamma {\vec {m}}\times {\vec {H}}_{\text{eff}}-\beta {\vec {m}}\times ({\vec {m}}\times {\vec {H}}_{\text{eff}})}
{\displaystyle {\vec {m}}(0)=:{\vec {m}}_{0}\;,\quad \|{\vec {m}}_{0}\|=:m_{0}={\sqrt {m_{0,\parallel }^{2}+m_{0,\perp }^{2}}}\neq 0\;,\quad {\vec {H}}_{\text{eff}}(t)=H_{\text{eff}}(t)\cdot {\vec {e}}_{H}\;,\quad {\vec {e}}_{H}={\text{const.}}\;,\quad \|{\vec {e}}_{H}\|=1}
Die Lösung dieser Differentialgleichung findet man am einfachsten durch die Zerlegung von {\displaystyle {\vec {m}}} in einen orthogonalen und parallelen Anteil bezüglich {\displaystyle {\vec {H}}_{\text{eff}}}. Ohne Einschränkung der Allgemeinheit lässt sich {\displaystyle {\vec {H}}_{\text{eff}}=H_{\text{eff}}(t)\cdot {\vec {e}}_{z}} ansetzen, wobei die nachfolgende Parametrisierung, wie sich zeigt, zur Problemstellung passt. Alle weiteren Lösungen zu beliebig anderen Richtungen von {\displaystyle {\vec {H}}_{\text{eff}}} finden sich mit Hilfe der Anwendung von Rotationsmatrizen.
{\displaystyle {\vec {m}}(\psi ,\varphi )=m_{0}{\begin{bmatrix}\operatorname {sech} (\psi )\cos(\varphi )\\\operatorname {sech} (\psi )\sin(\varphi )\\\tanh(\psi )\end{bmatrix}}}

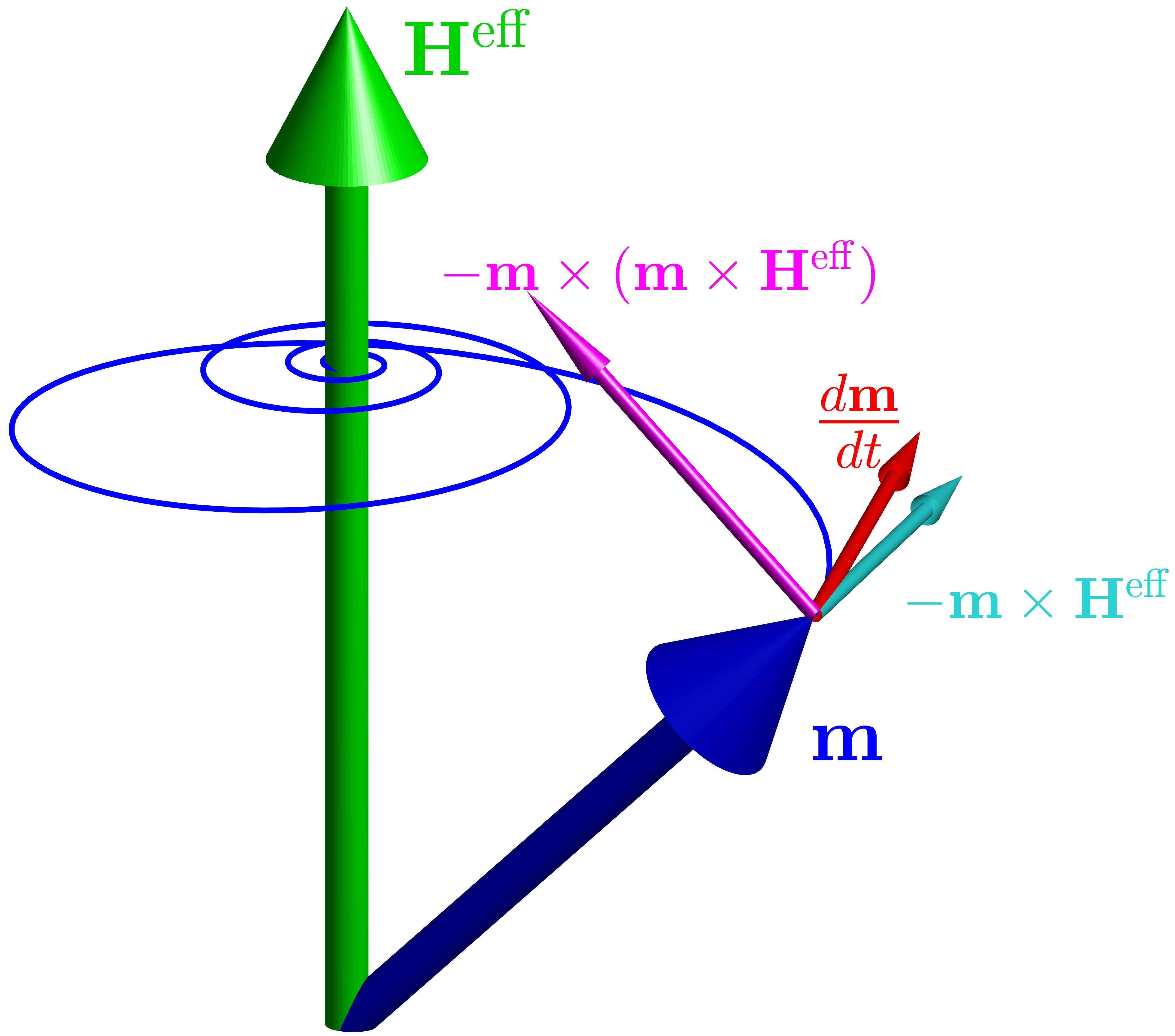
Darstellung der Lösung der Landau-Lifshitz Gleichung bei konstantem effektivem Feld. Die Richtungen des Präzessions- und Dämpfungsterms, sowie der Zeitableitung des magnetischen Moments sind durch die Pfeile repräsentiert.

So reduziert sich die Landau-Lifshitz-Gleichung durch Transformation auf zwei lineare Differentialgleichungen der Form:
{\displaystyle {\begin{cases}\displaystyle {\frac {{\text{d}}\psi }{{\text{d}}t}}=m_{0}\beta H_{\text{eff}}(t),&\psi (0)=\psi _{0}=\operatorname {artanh} \left({\frac {m_{\parallel ,0}}{m_{0}}}\right)\\\\\displaystyle {\frac {{\text{d}}\varphi }{{\text{d}}t}}=\gamma H_{\text{eff}}(t),&\varphi (0)=0\end{cases}}}
Die Lösungen dieser Differentialgleichungen findet sich durch direkte Integration:
{\displaystyle {\begin{cases}\psi (t)=m_{0}\beta \displaystyle \int _{0}^{t}H_{\text{eff}}(\tau ){\text{d}}\tau +\psi _{0}\\\\\varphi (t)=\gamma \displaystyle \int _{0}^{t}H_{\text{eff}}(\tau ){\text{d}}\tau \end{cases}}}
Im Falle eines zeitkonstanten effektiven Feldes {\displaystyle H_{\text{eff}}(t)={\text{const.}}} und {\displaystyle \beta =0} führt das magnetische Moment eine reine Präzessionsbewegung aus. Die Lösung ist dabei gegeben durch die folgende Gleichung, wobei die Frequenz der Präzession auch als Larmor-Frequenz {\displaystyle f_{\text{Larmor}}} bezeichnet wird:
{\displaystyle {\vec {m}}(t)={\begin{bmatrix}m_{0,\perp }\cos(\omega t)\\m_{0,\perp }\sin(\omega t)\\m_{0,\parallel }\end{bmatrix}}\quad ,\quad \omega =2\pi f_{\text{Larmor}}\quad ,\quad f_{\text{Larmor}}={\frac {\gamma H_{\text{eff}}}{2\pi }}}
Im Falle eines zeitkonstanten effektiven Feldes {\displaystyle H(t)=H_{\text{eff}}={\text{const.}}} und {\displaystyle \beta \neq 0} findet sich hingegen die Lösung:
{\displaystyle {\vec {m}}(t)=m_{0}\cdot {\begin{bmatrix}\operatorname {sech} \left(\xi t+\psi _{0}\right)\cos \left(\omega t\right)\\\operatorname {sech} \left(\xi t+\psi _{0}\right)\sin \left(\omega t\right)\\\tanh \left(\xi t+\psi _{0}\right)\end{bmatrix}}\;,{\text{mit}}\quad \omega :=2\pi f_{\text{Larmor}}\;,\quad \xi :=\beta H_{\text{eff}}m_{0}}

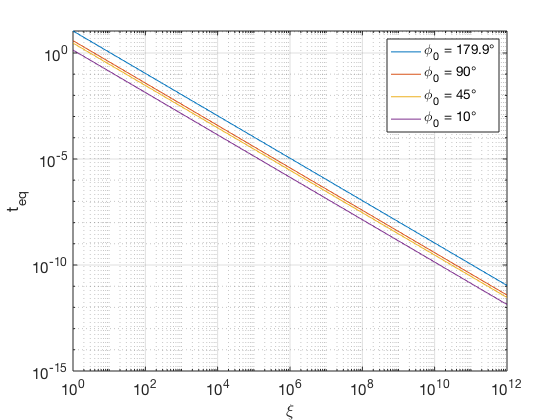
In dieser Abbildung ist das Zeitverhalten der Dämpfung der Landau-Lifshitz-Gleichung im Falle eines zeitkonstanten, homogenen effektiven Feldes dargestellt. Die Achsen des Graphen sind logarithmisch skaliert. Die Zeitkonstante t_{eq} gibt an, zu welchem Zeitpunkt der Gleichgewichtszustand zu 99,9 % erreicht ist.

In der nebenstehenden Abbildung ist diese Lösung bildlich dargestellt. Die Spitze des magnetischen Moments {\displaystyle {\boldsymbol {m}}} führt eine spiralförmige Bewegung auf einer Kugeloberfläche mit Radius {\displaystyle m_{0}} aus und zeigt im stationären Endwert parallel zum effektiven Feld.
Zur Abschätzung des Zeitverhaltens der Dämpfung bietet es sich an, den Anfangswert {\displaystyle \psi _{0}} in Abhängigkeit von dem Polarwinkel {\displaystyle \theta _{0}} zwischen dem Anfangswert der Magnetisierung {\displaystyle {\vec {m}}_{0}} und dem effektiven Feld {\displaystyle {\vec {H}}_{\text{eff}}} zu beschreiben. Hierzu ist die geometrische Eigenschaft des Skalarproduktes hilfreich:
{\displaystyle \psi _{0}=\operatorname {artanh} \left({\frac {m_{0,\parallel }}{m_{0}}}\right)=\operatorname {artanh} (\cos \theta _{0})\;,\;\quad 0<\theta _{0}\leq \pi }
Im stationären Gleichgewicht für {\displaystyle t\rightarrow \infty } streben die Werte der Funktion {\displaystyle \tanh } gegen {\displaystyle 1}. Deshalb lässt sich folgende Gleichung zu Abschätzung ansetzen:
{\displaystyle \tanh(\xi t_{\text{eq}}+\psi _{0})\;{\stackrel {!}{=}}\;99{,}9\%\quad \rightarrow \quad t_{\text{eq}}\approx {\frac {3{,}8-\operatorname {artanh} (\cos \theta _{0})}{\xi }},\quad \theta _{0}>3^{\circ }}